# Rudawiec (Izdebki)

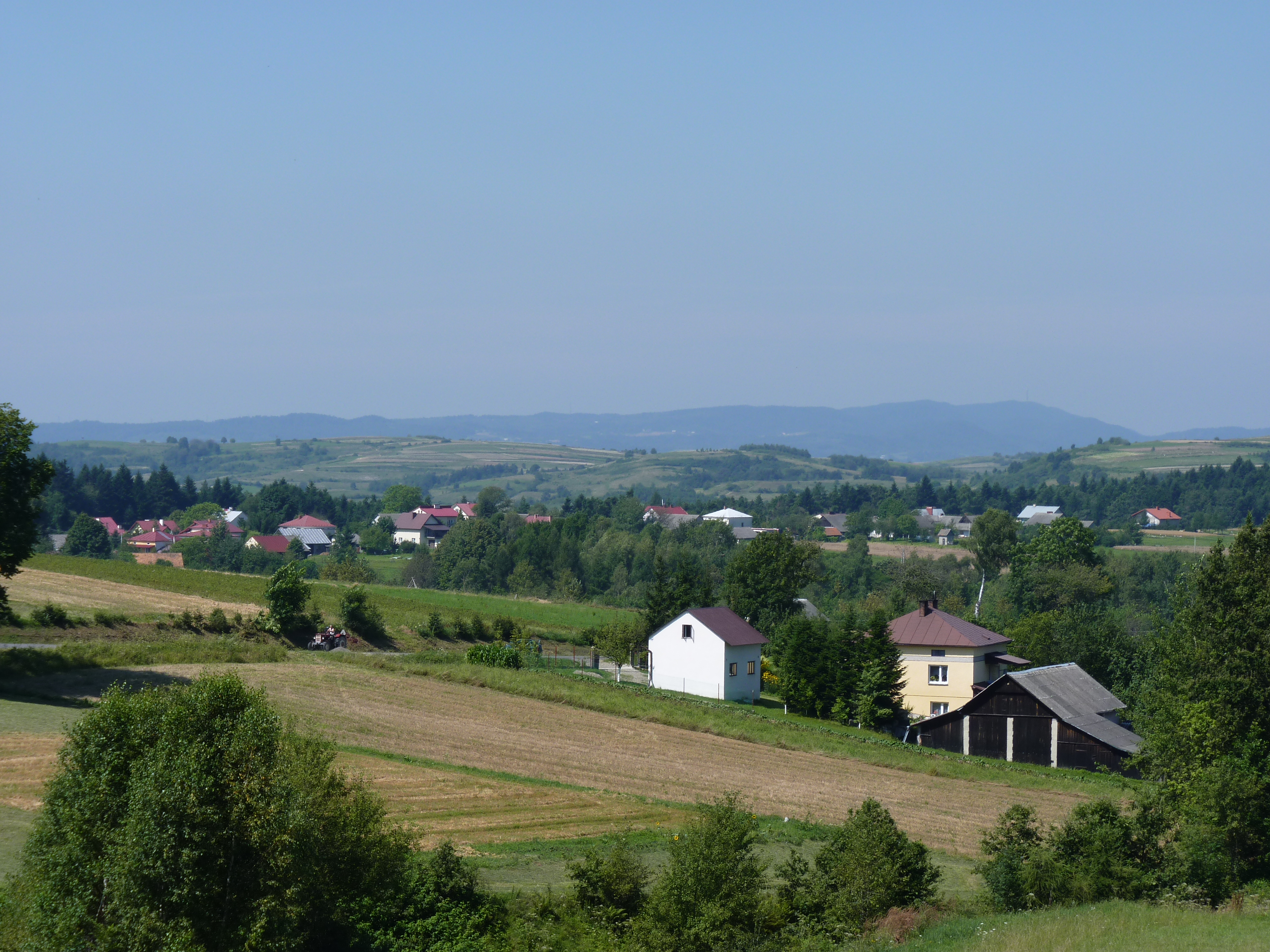
Izdebki-Rudawiec, widok znad serpentyn

Rudawiec – przysiółek wsi Izdebki w Polsce, położony w województwie podkarpackim, w powiecie brzozowskim, w gminie Nozdrzec.
Wierni Kościoła rzymskokatolickiego należą do parafii pw. Zwiastowania Pańskiego w Izdebkach w dekanacie Brzozów.
W latach 1975–1998 przysiółek administracyjnie należał do województwa krośnieńskiego.